# Stadion AWF-u Kraków
Stadion AWF-u – stadion lekkoatletyczny w Krakowie, w Polsce. Obiekt należy do Akademii Wychowania Fizycznego. Stadion może pomieścić 5000 widzów. W latach 1989, 1999, 2000 oraz 2015 na obiekcie rozgrywane były lekkoatletyczne Mistrzostwa Polski.